# Nordmannia syra
Nordmannia syra är en fjärilsart som beskrevs av Pfeiffer 1932. Nordmannia syra ingår i släktet Nordmannia och familjen juvelvingar. Inga underarter finns listade i Catalogue of Life.